# Antalarmine
 (janvier 2025).
L'antalarmine (CP-156,181) est un médicament qui agit comme un antagoniste du CRH1.
L'hormone de libération de la corticotropine (CRH), également connue sous le nom de facteur de libération de la corticotropine, est une hormone peptidique endogène libérée en réponse à divers déclencheurs tels que le stress chronique et la toxicomanie. Ces déclencheurs entraînent la libération de corticotropine (ACTH), une autre hormone impliquée dans la réponse physiologique au stress. On pense que la libération chronique de CRH et d'ACTH est directement ou indirectement impliquée dans de nombreux effets physiologiques nocifs du stress chronique, tels qu'une libération excessive de glucocorticoïdes, des ulcères gastriques, l'anxiété, le diabète sucré, l'ostéoporose, la dépression, ainsi que le développement d'une hypertension artérielle et des problèmes cardiovasculaires qui en découlent.
L'antalarmine est un médicament non peptidique qui bloque le récepteur CRH1 et, par conséquent, réduit la libération d'ACTH en réponse au stress chronique. Il a été démontré que cela réduit les réponses comportementales aux situations stressantes chez les animaux, et il est proposé que l'antalarmine elle-même, ou plus probablement de nouveaux médicaments antagonistes du CRH1 encore en développement, pourraient contribuer à atténuer les effets néfastes du stress chronique sur la santé humaine et présenter un potentiel thérapeutique dans le traitement de troubles tels que l'anxiété, la dépression et la toxicomanie.

## Structure chimique
La synthèse du CP-154,526, un antagoniste non peptidique du récepteur CRH1, a été décrite pour la première fois en 1997. L'antalarmine, ou CP-156,181, est un analogue proche qui est très similaire structurellement et qui s'est avéré plus facile à synthétiser. Les données issues de plusieurs études chimiques, pharmacocinétiques et pharmacologiques montrent que les deux composés présentent des propriétés très similaires.

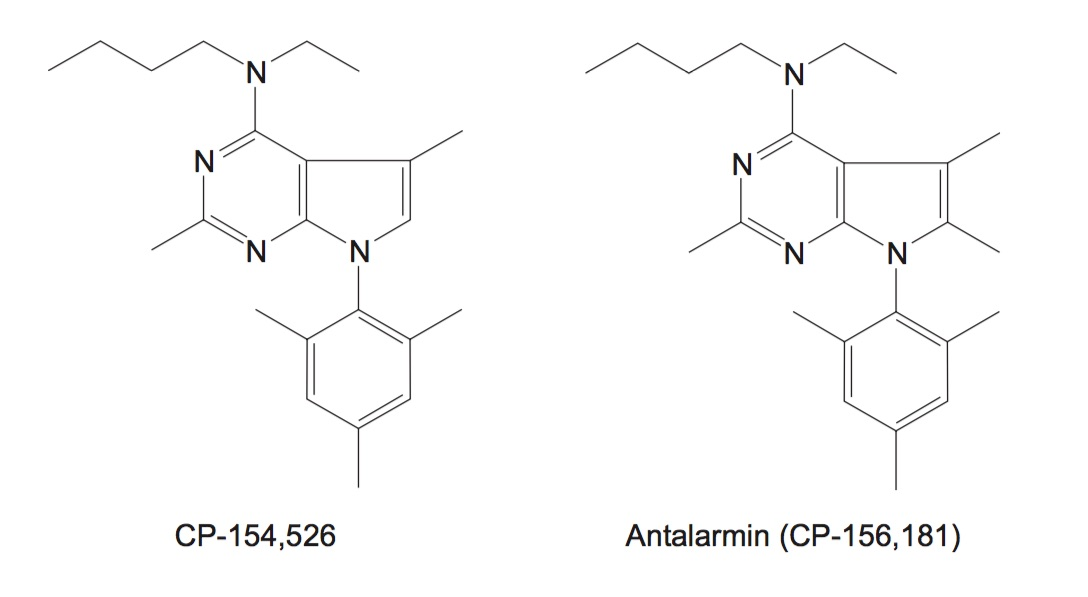
Structure chimique de l'antagoniste non peptidique du récepteur CRH1 CP-154,526 et de son analogue proche, l'antalarmine (CP-156,181)

## Mécanisme d'action

### Liaison aux récepteurs
Le tableau 1 illustre que les dosages de l'adénylate cyclase et de l'AMPc ont été employés dans plusieurs études fonctionnelles afin d'évaluer le niveau d'inhibition de l'AMPc par deux antagonistes du récepteur CRH1 : l'antalarmine et le CP-154,526.
| Tissu                                  | Type d'essai | Composé     | Paramètre     |
| -------------------------------------- | ------------ | ----------- | ------------- |
| SH-SY5Y humain (neuroblastome)         | AMPc         | Antalarmine | pKb = 9,19    |
| Cellules humaines Y79 (rétinoblastome) | AMPc         | Antalarmine | CI50 = 0,8 nM |
| SH-SY5Y humain                         | AMPc         | CP-154,526  | pKb = 7,76    |
| Cortex du rat                          | Cyclase      | CP-154,526  | Ki = 3,7 nM   |

Diverses études de liaison aux récepteurs ont révélé que l'antalarmine et le CP-154,526 possèdent une forte affinité pour les récepteurs CRH1, présentant des profils très similaires. Le tableau 2 présente les affinités de liaison de chacun de ces composés dans différentes lignées cellulaires.
| Tissu                 | Composé     | Ki (nM) | CI50 (nM) |
| --------------------- | ----------- | ------- | --------- |
| Hypophyse du rat      | Antalarmine | 1,9     | 0,04      |
| Cortex frontal du rat | Antalarmine | 1,4     |           |
| Clone humain          | Antalarmine | 6       | 5         |
| Hypophyse du rat      | CP-154,526  | 1,4     |           |
| Cortex du rat         | CP-154,526  | 5,7     |           |
| Clone humain          | CP-154,526  | 10      |           |

## Pharmacocinétique (ADME)
La pharmacocinétique du CP-154,526, un analogue proche de l'antalarmine, a été étudiée chez des rats Sprauge-Dawley mâles par voie intraveineuse (iv) et orale (po). Après une dose intraveineuse de 5 mg/kg de CP-154,526, les concentrations plasmatiques du médicament ont suivi une diminution biphasique au fil du temps. Le CP-154,526 a présenté un large volume de distribution (Vd) de 6,7 L/kg, suggérant une forte liaison aux tissus chez les rats Sprague-Dawley. Une clairance plasmatique de 82 ml/min/kg a été mesurée, avec une demi-vie d’élimination estimée à 1,5 heure. À la suite d'une administration orale de 10 mg/kg, une concentration plasmatique maximale moyenne (Cmax) de 367 ng/mL a été atteinte entre 0,5 et 1 heure après l'administration. La biodisponibilité orale a été estimée à 37 %, avec une clairance hépatique calculée à 63 %.
Chez des rats Wistar mâles ayant reçu une dose orale de 5 mg/kg de CP-154,526, une biodisponibilité orale de 27 % a été observée, accompagnée d'un volume de distribution élevé de 105 L/kg et d'une clairance totale estimée (CLt) à 36 ml/min/kg. De plus, il a été constaté que le CP-154,526 traverse efficacement la barrière hémato-encéphalique, avec un rapport cerveau/plasma de 2,5, mesuré 8 heures après l'administration orale. Une étude pharmacocinétique détaillée de l'antalarmine réalisée chez des macaques a révélé une biodisponibilité orale de 19 %, une clairance totale de 4,5 L/h/kg et une demi-vie d'élimination de 7,8 heures après une administration orale de 20 mg/kg. Cette dose a également entraîné des concentrations plasmatiques moyennes de 76 ng/mL et des concentrations de LCR de 9,8 ng/mL, mesurées 3 heures après l'administration.

## Recherchein vitroetin vivo
Les résultats obtenus jusqu'à présent ont été relativement modestes. Bien que divers antagonistes du CRF aient montré certains effets antidépresseurs, ils n'ont pas réussi à atteindre l'efficacité observée avec les médicaments antidépresseurs classiques. Des résultats plus encourageants ont toutefois été observés lorsque l'antalarmine était combiné à un antidépresseur ISRS, suggérant un potentiel d'effet synergique entre les deux traitements. Des résultats encourageants ont également été observés en utilisant l'antalarmine comme traitement potentiel de l'anxiété, et de l'hypertension induite par le stress.
Les premières études sur le CP-154,526 ont révélé que ce composé se lie avec une grande affinité aux récepteurs CRH corticaux et hypophysaires chez plusieurs espèces. En outre, l'administration systémique de CP-154,526 bloque totalement les effets du CRH exogène sur les niveaux d'ACTH, les décharges cellulaires dans le locus coeruleus, ainsi que sur la potentialisation de la peur dans les modèles animaux. Cependant, bien que ce composé puissant et sélectif présente une faible biodisponibilité orale, des études in vitro utilisant des microsomes hépatiques humains ont prédit une clairance hépatique élevée, rendant le composé inadapté au développement clinique. Néanmoins, de nombreux chercheurs poursuivent l'étude du CP-154,526 et de ses analogues proches, tels que l'antalarmine, les utilisant comme outils pour explorer la physiologie du CRH et de ses récepteurs, ainsi que pour évaluer le potentiel thérapeutique des antagonistes du CRH1 dans divers troubles du SNC et périphériques.

### Stress et anxiété
Des études in vitro portant sur les effets des antagonistes du CRH1 sur l'axe hypothalamo-hypophyso-surrénalien (HPA) ont révélé que l'antalarmine inhibait la libération d'ACTH dans les cellules de l'hypophyse antérieure du rat, ainsi que la synthèse et la libération de cortisol dans les cellules surrénales humaines. Des études in vivo ont montré que le prétraitement des rats avec de l'antalarmine inhibait l'augmentation des niveaux plasmatiques d'ACTH après une injection de CRH (iv), sans affecter les niveaux de base. Cependant, une autre étude a révélé que l'administration d'antalarmine deux fois par jour (ip) pendant 8 semaines chez le rat réduisait considérablement les niveaux basaux d'ACTH et de corticostérone, entraînant une diminution de la réactivité corticosurrénalienne à l'ACTH. Lorsque l'antalarmine a été administré à des primates, il a également inhibé l'augmentation de l'ACTH plasmatique et a empêché la réponse anxieuse induite par un facteur de stress social, tel que la présence d'un autre mâle dans un environnement inconnu.
En ce qui concerne les effets neurochimiques, il a été montré que l'antalarmine inhibe l'augmentation de la noradrénaline extracellulaire corticale induite par le pincement de la queue du rat, suggérant que les récepteurs CRH1 pourraient jouer un rôle dans la libération de noradrénaline induite par le stress dans le cortex. Il a également été démontré que l'antalarmine exerce des effets électrophysiologiques en inversant partiellement l'inhibition des décharges neuronales dans le noyau du raphé dorsal, inhibition qui survient après l'administration intracérébroventriculaire (icv) de CRH.
Des études utilisant des antagonistes des récepteurs CRH, tels que l'antalarmine, dans des modèles d'anxiété ont révélé que ces agents produisent des effets comparables à ceux des anxiolytiques cliniquement efficaces,. Dans les modèles de peur conditionnée, l'antalarmine a atténué le comportement de gel conditionné, indiquant qu'il bloquait à la fois le développement et l'expression de la peur conditionnée, et suggérant l'implication des récepteurs CRH1 dans ces deux mécanismes. L'administration orale d'antalarmine (3 à 30 mg/kg) a également entraîné une réduction significative de l'immobilité dans un modèle de désespoir comportemental chez le rat, avec des effets comparables à ceux de la fluoxétine, un ISRS,.

### Neurodégénérescence
Il a également été montré que le CRH favorise la neurodégénérescence, suggérant que les antagonistes du CRH1 pourraient avoir des effets neuroprotecteurs. Les cellules PC12, dérivées de la médullosurrénale du rat, sont couramment utilisées pour étudier la différenciation neuronale. Lorsqu'elles sont traitées avec du CRH (1-10 nM), ces cellules présentent un nombre accru de cellules apoptotiques et une régulation positive du ligand de Fas via l'activation de p38, illustrant les effets pro-apoptotiques du CRH. L'administration d'antalarmine (10 nM) a bloqué totalement la réponse apoptotique induite par le CRH et inhibé l'expression du ligand de Fas.

### Inflammation
L'antalarmine a également été largement utilisé pour étudier le rôle du CRH dans l'inflammation. L'administration intrapéritonéale (ip) d'antalarmine chez le rat a inhibé de manière significative l'inflammation provoquée par l'administration sous-cutanée de carragénine (un additif alimentaire inflammatoire connu) telle que mesurée par les concentrations de leucocytes. Dans un modèle d'activation des mastocytes cutanés de rat, prétraitement avec antalarmine (10 mg/kg, iv) inhibait l'induction de la dégranulation des mastocytes stimulée par le CRH, suggérant des propriétés pro-inflammatoires du CRH. L'antalarmine a également inhibé la perméabilité vasculaire et la réponse de dégranulation des mastocytes induite par l'injection intradermique d'urocortine (10 nM). Dans l'ensemble, ces résultats suggèrent que, lors du stress, le CRH active les mastocytes cutanés via le récepteur CRH1, ce qui entraîne une vasodilatation et une augmentation de la perméabilité vasculaire.
Le traitement chronique à l'antalarmine a également montré des effets anti-inflammatoires et a été suggéré comme ayant un potentiel thérapeutique pour le traitement de troubles inflammatoires, tels que l'arthrite, ainsi que les ulcères gastro-intestinaux induits par le stress et le syndrome du côlon irritable,.

### Dépendance
Des résultats mitigés ont été obtenus dans les recherches sur l’utilisation de l'antalarmine et d'autres antagonistes du CRF-1 pour le traitement des troubles liés à la toxicomanie. Les tests de l'antalarmine sur la consommation de cocaïne chez des singes dépendants à la cocaïne n'ont entraîné que de légères réductions de la consommation, qui n'étaient pas statistiquement significatives. Cependant, dans les tests réalisés sur des rats dépendants à la cocaïne, l'antalarmine a empêché l'escalade de la dose lors d'une utilisation prolongée, suggérant qu'il pourrait stabiliser la consommation de cocaïne et en prévenir l'augmentation au fil du temps, bien qu'il n'ait pas réduit systématiquement la consommation.
L'antalarmine a également montré des effets positifs dans la réduction du syndrome de sevrage dû à l'utilisation chronique d'opioïdes, et a réduit de manière significative l'auto-administration d'éthanol chez les rongeurs dépendants à l'éthanol,,.
Dans l’ensemble, des recherches supplémentaires sont nécessaires pour déterminer l’efficacité thérapeutique de l’antalarmine et d’autres antagonistes non peptidiques du CRH dans le traitement de l’anxiété, la dépression, l’inflammation, les maladies neurodégénératives et la toxicomanie.